# Память (рассказ, 1919)
«Память» (англ. Memory) — очень короткий рассказ, написанный Говардом Лавкрафтом в 1919 году. Впервые был опубликован в журнале «The National Amateur» в 1923 году.

## Сюжет
В ином мире, Стране снов, в долине Нис (от англ. Nis), течёт река Тэн (от англ. Than) с мутной водой красного цвета. На берегу стоят руины мраморного дворца и растут исполинские деревья, где резвятся обезьяны, а из глубоких подземелий выползают змеи и чешуйчатые твари, не имеющие названия. В долине живёт Демон Долины, он называет себя «Память». Джинн спрашивает у Демона кто построил дворец и тот отвечает:
Деяний их я не помню, ибо они продолжались лишь мгновение. Их внешность я припоминаю смутно и думаю, что они чем-то походили вон на ту обезьянку в ветвях. И только имя запомнилось мне навсегда, ибо оно было созвучно названию реки. Человек — так звали этих созданий, безвозвратно канувших в прошлое.

## Персонажи
- Джинн

Джинн (англ. Genie) — сошел с Луны в Стране снов , интересовался людьми, поскольку забыл их вид. Джинн был стар даже по меркам космоса и многое не помнил, потому что за событиями в мирах следят лишь высшие сущности.
- Демон Долины

Демон Долины (англ. Daemon of the Valley ) — обитает в долине Нис, называет себя «Память» или «тот, кто помнит всю историю», знал о минувшем больше, нежели Джинн, но и сам был слишком стар, чтобы помнить все.

## Вдохновение
Долина Нис вдохновлена стихотворением Эдгара Аллана По «Долина Ниса». Лавкрафт описывает джинна и демона с чертами магического характера, на манер Восточных сказок. Вероятно, джинн отождествляется с Луной, а Демон Долины с «Памятью», однако, оба персонажа являются самобытными, независимо от фольклора, потому что они находятся в Стране снов. Имя существ, которые построил дворец, рифмуется с названием реки (англ. Than — Man), поэтому в русском переводе реку иногда называют «Век» (рифмуется с «Человек»).
В этом рассказе Лавкрафт использует детали, которые часто будут появляться в  «Мифов Ктулху»: Реликвии далекого прошлого, непроизносимые названия, вещи «без имени», монолитные руины.

## Связь с другими произведениями
В рассказе «Карающие Рок над Сарнатом» описаны существа, сошедшие с Луны.
В рассказе «Полярная звезда» упоминаются древние эпохи Страны снов.